# Karin Nehlsen-von Stryk
Karin Nehlsen-von Stryk, geb. von Stryk (* 13. Mai 1942 in Singen (Hohentwiel)), ist eine deutsche Juristin und emeritierte Universitätsprofessorin für deutsche Rechtsgeschichte an der Universität Freiburg, die Studien zur Handels- und Prozessrechtsgeschichte des Mittelalters und der frühen Neuzeit vorgelegt hat.

## Leben
Sie wurde 1979 mit der Schrift Die boni homines des frühen Mittelalters bei Karl Kroeschell an der Universität Freiburg promoviert und habilitierte sich mit der Arbeit Die venezianische Seeversicherung im 15. Jahrhundert 1984 an der Universität Augsburg bei Hans Schlosser.
Von 1983 bis 1986 war sie Direktorin des Deutschen Studienzentrums in Venedig. Anschließend war sie ab 1990 ordentliche Professorin für Deutsche Rechtsgeschichte und Bürgerliches Recht an der Universität zu Köln und ab 1996 bis zu ihrer Emeritierung 2007 in Freiburg im Breisgau, wo sie auch als Studiendekanin der rechtswissenschaftlichen Fakultät und Direktorin des Instituts für Rechtsgeschichte und geschichtliche Rechtsvergleichung tätig war. Nehlsen-von Stryk war überdies Mitglied des wissenschaftlichen Beirats des Max-Planck Instituts für europäische Rechtsgeschichte in Frankfurt am Main.
Der Schwerpunkt der Forschung von Nehlsen-von Stryk liegt im Bereich des mittelalterlichen Rechts. Der Forschungsansatz ist ähnlich dem ihrer Lehrer Sten Gagnér und Karl Kroeschell kritisch und wortgeschichtlich orientiert.
Nehlsen-von Stryk war mit dem Münchener Rechtshistoriker Hermann Nehlsen verheiratet.

## Werke (Auswahl)
- Die boni homines des frühen Mittelalters, unter besonderer Berücksichtigung der fränkischen Quellen (= Freiburger rechtsgeschichtliche Abhandlungen, NF. Bd. 2), Berlin 1981.
- Die venezianische Seeversicherung im 15. Jahrhundert (= Münchener Universitätsschriften. Juristische Fakultät: Abhandlungen zur rechtswissenschaftlichen Grundlagenforschung. Bd. 64), Ebelsbach 1986, ISBN 3-88212-047-9.
- Die Rechtssprüche des Oberhofs des deutschen Rechts auf der Burg zu Krakau. Bd. 1: 1456–1481, Bd. 2: 1481–1511, zusammen mit L. Lysiak, Juristische Fakultät der Universität Krakau (= Jus Commune, Sonderhefte. Bde. 68 und 104), Frankfurt 1995 und 1997.
- Prozessuales und materielles Rechtsdenken im Sachsenspiegel. In: Festschrift für Sten Gagnér zum 3. März 1996, hrsg. v. M. Kriechbaum, Ebelsbach 1996, S. 33–71.
- Die Krise des „irrationalen“ Beweises im Hoch- und Spätmittelalter und ihre gesellschaftlichen Implikationen. In: Zeitschrift für Rechtsgeschichte. Germanistische Abteilung 117 (2000), S. 1–38.
- mit Karl Kroeschell und Albrecht Cordes: Deutsche Rechtsgeschichte: 1250–1650. Band 2, UTB / Böhlau, Köln 2008, ISBN 978-3-8252-2735-7.
- Rechtsnorm und Rechtspraxis in Mittelalter und früher Neuzeit. Ausgewählte Aufsätze, hrsg. von Albrecht Cordes und Bernd Kannowski, Duncker & Humblot, Berlin 2012, ISBN 978-3-428-13360-4.